# 屏東飛機場線
屏東飛機場線為於台灣屏東縣屏東市屏東車站通往屏東機場（空軍屏東基地）之軍用鐵路。今已廢止。

## 路線資料
- 經營管轄：臺灣總督府交通局鐵道部→臺灣鐵路管理局
- 路線距離：屏東到屏東空軍基地間 3.44 公里(第一代)，1950年代改線後約3.7公里(第二代)
- 軌距：1,067毫米(窄軌)
- 車站數：1（含起訖車站；廢止時數目）
- 雙線區間：無，全線單線
- 電化區間：無
- 建設年代:1920年代
- 停用日期:1997年7月1日

## 簡介
屏東飛機場線共有兩代，第一代最早建於1920年代，於屏東線屏東車站上行至大豐路平交道前之間向北分歧而出，路線大致上為今日屏東市長安路，進入屏東飛行場(南機場)，全長約3.44公里；第二代為1950年代因應屏東空軍基地跑道向東延長而改建，拆除至勝利路為止前之原路線及原線路里程1.9公里處分歧之南機場支線(長度約600公尺)，改由大同路平交道以折返方式沿今日漢陽街及機場北路向北，並於勝利路附近接回原線進入空軍基地，全線里程增加約300公尺。於1997年7月1日停用。

## 腳註
1. ↑  .   [2023-04-20]. （原始内容存档于2023-04-25）.
2. ↑  .   [2023-04-20]. （原始内容存档于2023-05-13）.
3. ↑  .   [2023-04-20]. （原始内容存档于2023-05-13）.